# Dian Fossey
Dian Fossey (San Francisco, 16 gennaio 1932 – Parco Nazionale dei Vulcani, Ruanda, 26 dicembre 1985) è stata una zoologa statunitense che dedicò gran parte della sua vita, dal 1966 fino al suo omicidio nel 1985, all'osservazione e allo studio dei gorilla di montagna. La sua attività fu svolta prevalentemente sulle montagne e nelle foreste del Ruanda, nel Volcanoes National Park, inizialmente sotto la guida del famoso paleontologo Louis Leakey, accompagnata in alcune circostanze dal fotografo Bob Campbell. Il suo lavoro è stato spesso paragonato a quello che fece Jane Goodall studiando gli scimpanzé e Birutė Galdikas, studiando gli oranghi.
Fossey trascorse 20 anni in Ruanda, dove sostenne gli sforzi di conservazione, si oppose fortemente al bracconaggio e al turismo negli habitat naturali e fece sì che più persone riconoscessero la sapienza dei gorilla. Gorillas in the Mist, un libro pubblicato due anni prima della sua morte, è il resoconto di Fossey del suo studio scientifico sui gorilla al Karisoke Research Center e della sua carriera precedente. È stato adattato in un film del 1988 con lo stesso nome (Gorilla nella nebbia) interpretato da Sigourney Weaver.

## Biografia
Dian Fossey nacque il 16 gennaio 1932 a San Francisco, in California, figlia di George Edward Fossey III, agente immobiliare, e Kitty Fossey (nata Kidd), modella. I problemi economici del padre portarono al divorzio della coppia nel 1938 e Dian (6 anni) fu affidata alla madre, che l'anno dopo si risposò con il ricco costruttore Richard Price. Anni dopo anche il padre (che aveva tentato di incontrare la figlia ma la ex moglie lo aveva dissuaso per cui i loro rapporti furono troncati) si risposò con Gladys Bove (nata Kohler)  ma vari problemi continuarono a condizionarne la vita (tra cui il divorzio con Gladys nel 1960 e un terzo matrimonio con Kathryn Smith) portandolo nel 1968 a suicidarsi, mentre Dian era in Ruanda. Gelidi invece furono i rapporti che Dian ebbe col suo patrigno (non voleva nemmeno che si sedesse a tavola a pranzare con lei e la madre) tanto che non fu mai adottata ufficialmente.
Dian si iscrisse alla facoltà di veterinaria all'Università della California, Davis, subito dopo aver conseguito il diploma a San Francisco in Biologia, laurea in veterinaria che abbandonò dopo un anno. Dovette superare notevoli contrasti col patrigno che voleva per lei un futuro diverso, legato alla sua attività d'affari, ma lei, caparbiamente, continuò per la sua strada. Dian successivamente si trasferì al San Jose State College (attualmente San Jose State University) per studiare terapia occupazionale, dopo aver avuto problemi con materie quali chimica e fisica. Nel 1954 si è laureata. Dopo ulteriori specializzazioni, Dian si trasferì nel Kentucky, dove divenne direttore del dipartimento di terapia occupazionale al Kosair Crippled Children Hospital di Louisville. In quegli stessi anni divenne cattolica. La sua personalità timida e riservata la aiutò a lavorare bene con i bambini dell'ospedale.  Fossey si avvicinò alla sua collega Mary White "Gaynee" Henry, segretaria dell'amministratore capo dell'ospedale e moglie di uno dei medici, Michael J. Henry. Gli Henry invitarono Fossey a unirsi a loro nella fattoria di famiglia, dove lavorava quotidianamente con il bestiame e sperimentava l'atmosfera familiare inclusiva che le era mancata per gran parte della sua vita.  Durante il tempo libero coltivava il suo amore per i cavalli.

## I Leakey e il Congo

### Viaggio in Africa
Fossey rifiutò un'offerta per unirsi agli Henry in un tour africano a causa di problemi finanziari, ma nel 1963 prese in prestito 8.000 dollari (lo stipendio di un anno), tirò fuori i risparmi e si recò per sette settimane in Africa.  Nel settembre 1963 arrivò a Nairobi, in Kenya. Mentre era lì, incontrò l'attore William Holden, proprietario del Treetops Hotel, che la presentò alla sua guida per i safari, John Alexander. Alexander divenne così la sua guida per le successive sette settimane attraverso Kenya, Tanzania, Repubblica Democratica del Congo e Rhodesia (ora Zimbabwe). Il percorso di Alexander comprendeva visite allo Tsavo, il più grande parco nazionale dell'Africa; il lago salino di Manyara, famoso per attirare giganteschi stormi di fenicotteri; il cratere di Ngorongoro, ben noto per la sua abbondante fauna selvatica. Gli ultimi due siti della sua visita furono la Gola di Olduvai in Tanzania (il sito archeologico di Louis e Mary Leakey) e il Monte Mikeno in Congo, dove, nel 1959, lo zoologo americano George Schaller aveva condotto uno studio pionieristico durato un anno sul gorilla di montagna. A Olduvai Gorge, Fossey incontrò Louis e Mary Leakey mentre stavano esaminando l'area alla ricerca di fossili di ominidi. Leakey ha parlato con Fossey del lavoro della primatologa inglese Jane Goodall e dell'importanza della ricerca a lungo termine sulle grandi scimmie.
Sebbene Fossey si fosse rotta una caviglia mentre visitava i Leakey, il 16 ottobre arrivò al piccolo hotel di Walter Baumgartel in Uganda, il Travellers Rest. Baumgartel, un sostenitore della conservazione dei gorilla, è stato tra i primi a vedere i benefici che il turismo avrebbe potuto portare nella zona e presentò Fossey ai fotografi naturalisti keniani Joan e Alan Root. La coppia permise a Fossey e Alexander di accamparsi dietro il proprio accampamento, e fu durante questi pochi giorni che Fossey incontrò per la prima volta i gorilla di montagna selvaggi.  Dopo essere stata con gli amici in Rhodesia, Fossey tornò a casa a Louisville per ripagare i suoi prestiti. Ha pubblicato tre articoli sul quotidiano The Courier-Journal, descrivendo in dettaglio la sua visita in Africa.

### La morte
Dian Fossey fu brutalmente assassinata la sera del 26 dicembre 1985 nella sua capanna situata all'estremità del campo sui monti Virunga, in Ruanda.  L'arma del delitto fu un arnese locale, chiamato panga, usato dai bracconieri per uccidere i gorilla una volta caduti in trappola. Fossey fu ritrovata solo il giorno seguente, oramai priva di vita, a faccia in su vicina a due letti dove dormiva, a circa due metri di distanza da un buco che i suoi aggressori avevano praticato.  Wayne Richard McGuire, l'ultimo assistente di ricerca di Fossey a Karisoke, fu convocato sulla scena dal domestico di Fossey e la trovò bastonata a morte, riferendo che "quando mi chinai per controllare i suoi segni vitali, vidi che il suo viso era stato diviso in due, in diagonale, con un colpo di machete". La cabina era stata saccheggiata e disseminata di vetri rotti e mobili rovesciati, con una pistola da 9 mm e munizioni accanto a lei sul pavimento. Tuttavia, la rapina evidentemente non era il motivo del crimine, poiché gli oggetti di valore di Fossey erano ancora nella cabina, inclusi il passaporto, le pistole e migliaia di dollari in banconote statunitensi e assegni di viaggio.
L'assassino resta tuttora ignoto. L'ultima annotazione nel suo diario diceva: "Quando realizzi il valore di tutta la vita, ti soffermi meno su ciò che è passato e ti concentri di più sulla preservazione del futuro".
Farley Mowat, il biografo di Fossey, ha scritto nel suo libro Woman in the Mists, che con ogni probabilità la morte della studiosa è da attribuire a chi in Ruanda non aveva interesse alla salvaguardia dei gorilla o chi vedeva in Fossey una minaccia alla crescente e redditizia attività turistica della regione. A uccidere Dian Fossey sarebbero quindi stati i bracconieri, poiché Fossey rappresentava una minaccia per il bracconaggio e per la caccia illegale ai gorilla, dati i suoi numerosi interventi, talvolta anche decisivi. Mowat afferma anche che la causa scatenante dell'omicidio fu il visto di tre anni concesso a Fossey qualche settimana prima dell'assassinio, visto che le garantiva una permanenza lunghissima nel paese.

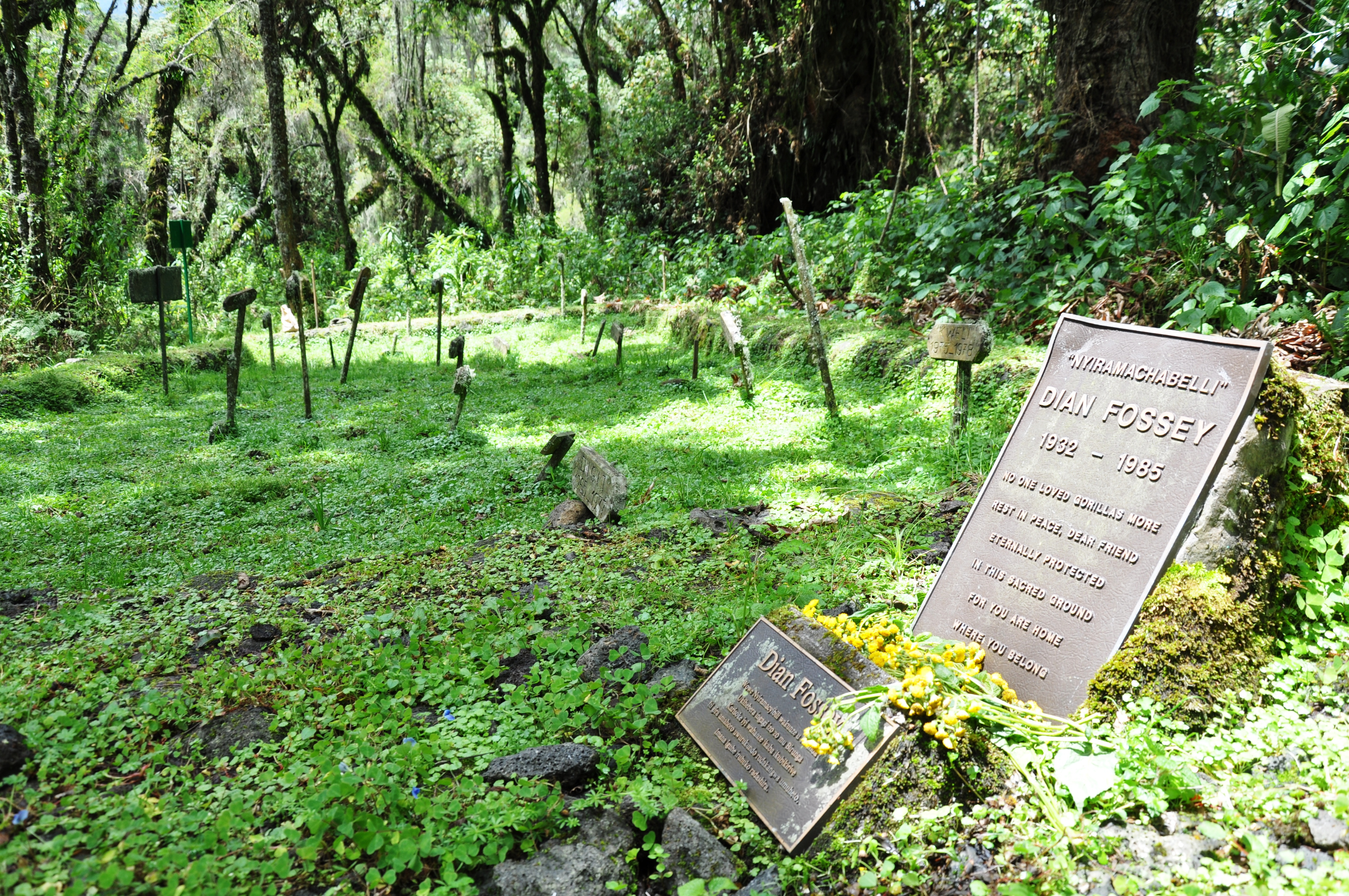
Tomba di Dian Fossey, con quelle dei gorilla in secondo piano

Ad ogni modo la morte di Dian Fossey è ancora avvolta in un fitto mistero. È opinione di Mowat che chi ha colpito a morte la studiosa dovesse conoscere bene la zona dell'accampamento e soprattutto le abitudini della vittima, che non era solita lasciare entrare nessuno e dormiva sempre ben chiusa nella sua capanna. A confermare queste tesi, ci fu l'arresto di tutti i membri del suo staff, accusati di complicità nell'omicidio, che potrebbe avere avuto come mandante anche alte sfere del governo ruandese, mai punite a distanza di decenni. Di medesimo parere è anche il neurobiologo e primatologo Robert Sapolsky, come scrive in Diario di un uomo scimmia, secondo cui le autorità ruandesi accusarono dell'omicidio uno studente americano, dopo essersi però accertate che questi avesse lasciato il paese.
Dopo la sua morte, il nome di Dian Fossey fu usato indebitamente dalle autorità locali per pubblicizzare la zona. Durante il genocidio ruandese del 1994, il campo dove lavorò Fossey fu completamente distrutto e quelle foreste furono invase da decine di migliaia di profughi in fuga dalla guerra che procurarono danni irrimediabili all'habitat naturale dei gorilla. Nel XXI secolo tale campo è in ricostruzione.
Fossey è sepolta a Karisoke, in un sito che lei stessa aveva costruito per i suoi amici gorilla defunti. Fu sepolta nel cimitero dei gorilla vicino a Digit, il suo gorilla preferito, e vicino a molti gorilla uccisi dai bracconieri. Servizi commemorativi si sono svolti anche a New York, Washington e California.

## Omaggi a Dian Fossey
Dopo la sua morte, fu creato il "Dian Fossey Gorilla Fund International" che ha lo scopo di trovare fondi da destinare alla salvaguardia dei primati africani. Inoltre alcuni amici della studiosa, tra cui il dottor Shirley McGreal, continuarono la sua opera, collaborando ancora con lo "International Primate Protection League" (IPPL) che aveva già coinvolto la stessa Fossey.
La biografia di Fossey è inoltre diventata parte della memoria collettiva grazie a un film a lei dedicato. Già mesi prima della sua morte, Dian Fossey aveva firmato un contratto da un milione di dollari con la Warner Bros. per creare un film basato sulla sua vita. Nel 1988 uscì Gorilla nella nebbia (Gorillas in the Mist: The Story of Dian Fossey), con protagonista Sigourney Weaver nei panni di Fossey.
Molti sono i libri dedicati alla studiosa, tra cui No One Loved Gorillas More, scritto da Camilla de la Bedovore e pubblicato nel 2005, e Gorillas Dreams: The Legacy of Dian Fossey, scritto dalla giornalista investigativa Georgiane Nienaber e pubblicato nel 2006.

## Approfondimenti sulla personalità
La personalità e il lavoro di Dian Fossey sono presentate, con molti elementi di valutazione, in un capitolo del libro Diario di un uomo scimmia, del neurobiologo e primatologo R. Sapolsky che ha trascorso diversi periodi di studio di un gruppo di babbuini nel bush keniota, non lontano dai luoghi di Fossey, che, ancora studente, aveva conosciuto e ammirato. Importante ai fini della ricostruzione degli eventi che portarono alla sua uccisione, tra l'altro, il fatto che tra i cosiddetti bracconieri vi fossero in realtà molti cacciatori-raccoglitori della tribù batwa, nelle cui trappole accidentalmente restavano presi dei gorilla, con la conseguente, non voluta, morte.
La reazione sproporzionata e dissennata di Fossey a queste morti (che inizialmente furono certamente accidentali), fu prima la distruzione sistematica delle trappole, privando la tribù della sua principale fonte di sussistenza, poi addirittura di far prendere in ostaggio alcuni adolescenti della tribù dando origine a una spirale di reciproca ostilità che portò alla deliberata uccisione di altri esemplari. La stessa comunità scientifica fu divisa sulla linea da prendere nei confronti della studiosa, che veniva apprezzata per le sue scoperte, ma anche criticata per la sua indifferenza alle metodiche della ricerca canonica e il suo operato sul campo quanto meno discutibile. Le si riconosceva il merito di aver portato all'attenzione del mondo la situazione dei gorilla di montagna, ma si sottolineava che la sua sostanziale incapacità di gestire la situazione aveva causato altrettanti danni.
Altre osservazioni di Sapolsky, nella stessa opera citata in apertura, contribuiscono a delineare una personalità complessa e umanamente segnata da irrisolte problematiche famigliari e personali.